# Pont-Saint-Martin (Loara Atlantycka)
Pont-Saint-Martin – miejscowość i gmina we Francji, w regionie Kraj Loary, w departamencie Loara Atlantycka.
Według danych na rok 2010 gminę zamieszkiwało 5684 osoby, a gęstość zaludnienia wynosiła 259 osób/km².